# Fola Okesola
Fola Okesola (ur. 16 kwietnia 1974) – angielski bokser pochodzenia nigeryjskiego, reprezentant Wielkiej Brytanii w kategorii ciężkiej na Letnich Igrzyskach Olimpijskich 1996 w Atlancie, wicemistrz Wielkiej Brytanii w wadze ciężkiej z roku 1995, reprezentant Anglii na Mistrzostwach Europy 1996 w Vejle, Mistrzostwach Europy 1998 w Mińsku oraz na Mistrzostwach Świata 1997 w Budapeszcie. W roku 2001 zadebiutował jako zawodowiec.

## Letnie Igrzyska Olimpijskie 1996
Początkowo na Letnie Igrzyska Olimpijskie 1996 zakwalifikował się jego rywal Michael Ibsen, który pokonał Okesolę na Mistrzostwach Europy 1996. Ibsen jednak nie wystąpił na igrzyskach, a w jego miejsce pojawił się Okesola. Na igrzyskach wystąpił w kategorii ciężkiej. Do 1/8 finału awansował bez pojedynku, nie mając rywala. W 1/8 finału zmierzył się z reprezentantem Stanów Zjednoczonych Natem Jonesem, z którym przegrał przed czasem w trzeciej rundzie. W końcowej klasyfikacji zajął 9. miejsce. Okesola jako jedyny reprezentował Wielką Brytanię na Letnich Igrzyskach Olimpijskich 1996 w dyscyplinie boks.
26 stycznia 2002 udanie zadebiutował na ringu zawodowym, pokonując Alvina Millera. Łącznie na ringu zawodowym stoczył zaledwie 5. pojedynków. 7 października 2011 powrócił na ring po ponad dziewięciu latach przerwy, przegrywając przez nokaut w pierwszej rundzie z Marokańczykiem Noureddine Meddounem.